# 콜비 칼리지
콜비 칼리지(영어: Colby College)는 미국 메인주 워터빌에 위치한 학부 중심의 리버럴 아츠 칼리지이다. 매년 60개국 이상에서 약 2천여 명의 학생이 콜비 칼리지를 다니고 있다. 1813년 메인 문예 신학원(Maine Literary and Theological Institution)으로 세워졌으며, 학교가 위치한 도시인 워터빌에서 이름을 따 워터빌 칼리지(Waterville College)로 이름을 바꾸었다. 그 뒤 침례교 자선가 가드너 콜비의 기부로 콜비 대학교(Colby University)로 이름을 바꾸었고, 리버럴 아츠 칼리지의 교육 제도를 도입하며 오늘날의 이름을 갖게 됐다.
2017년 《U.S. 뉴스 & 월드 리포트》의 미국 리버럴 아츠 칼리지 순위에서 12위를 기록했고, 《포브스》의 미국 고등 교육 기관 평가에서 61위를 기록했다.

## 역사

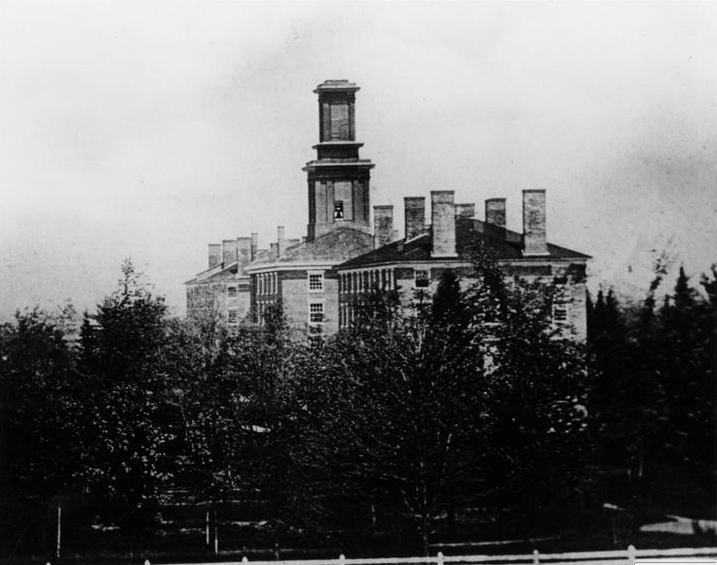
가장 오래된 콜비 칼리지의 사진으로 알려진 1856년의 다게레오타이프

1813년 2월 27일 매사추세츠주는 침례교도들의 주장으로 메인 문예 신학원의 설립 요청을 받아들였다. 메인 문예 신학원은 곧 메인주 워터빌로 옮기고 시민들이 기증한 179에이커의 땅에 자리를 잡았다. 1820년에 메인주가 매사추세츠주에서부터 떨어저 나간 뒤 메인주 의회는 메인 문예 신학원이 매사추세츠주로부터 받은 인가를 인정했으나 많은 변화가 일어났다. 입학 과정에서 학생들의 종교를 묻지 않았고, 이사회 임원들을 선정할 때 종교적인 시험을 보지 못하게 했으며, 이사회가 학위를 수여할 수 있는 권한을 얻었다. 1821년 2월 5일 메인 문예 신학원은 워터빌 칼리지(Waterville College)로 이름을 바꾸었고, 4년 뒤에는 신학대학이 폐지됐다.
1833년에 루퍼스 뱁코크 목사가 제2대 총장이 됐고, 학생들은 미국 최초로 대학에서 반노예제 협회를 결성했다. 미국 남북 전쟁이 벌어지는 동안 많은 남학생들이 전쟁에 나섰고 27명의 학생들이 전쟁으로 죽었다. 전쟁이 끝난 뒤 워터빌 칼리지에는 몇 명의 학생들만 남아 재정적인 어려움을 겪게 됐고, 워터빌 칼리지는 폐교 위기에 처했다. 1865년 8월 9일 침례교 자선가 가드너 콜비가 워터빌 칼리지의 졸업식 만찬에 참석했고, 5만 달러를 워터빌 칼리지에 기부하기로 했다. 2년 뒤 워터빌 칼리지는 그를 기념하고자 콜비 대학교로 이름을 바꾸었다. 이사회는 미국 남북 전쟁에서 죽은 콜비 대학교 출신 남성들을 기리고자 도서관과 예배당을 짓기로 결정했고, 1869년 졸업식에 기념관을 봉헌했다. 콜비 대학교는 주변의 베이츠 칼리지, 보든 칼리지와는 지리적 문제, 사회경제적 및 정치적 차이 등으로 인해 떨어져 지냈다. 1871년 가을에 콜비 대학교는 뉴잉글랜드에서 최초로 여학생을 받은 남자대학이었으나 1890년 다시 성별에 따라 분리했다. 1899년 1월 25일 총장 너새니얼 버틀러 주니어는 학교 이름을 콜비 칼리지로 바꾸었다.
1920년 콜비 대학교는 매사추세츠주로부터 인가를 받은 때가 아닌 메인주로부터 인가를 받은 때인 1820년을 기준으로 100주년을 기념했다.

## 교육
콜비 칼리지에는 54개의 전공 과정이 있고, 프로젝트기반 학습을 중시한다.
콜비 칼리지의 학생 가운데 ⅔ 이상은 졸업하기 전에 교류 제도를 통해 다른 대학에서 공부한다. 또한 컬럼비아 대학교, 다트머스 대학과 공학 복수학위 제도를 시행하고 있다.

### 순위
2017년 《U.S. 뉴스 & 월드 리포트》는 콜비 칼리지의 입학 절차를 '가장 선별적'이라고 평가했으며 리버럴 아츠 칼리지 가운데 12위로 뽑았다. 《포브스》의 미국 대학 순위에서는 61위를 기록했다.